# Ulinella xylostola
Ulinella xylostola är en fjärilsart som beskrevs av George Francis Hampson 1910. Ulinella xylostola ingår i släktet Ulinella och familjen tandspinnare. Inga underarter finns listade i Catalogue of Life.